# 네트워크 브리지

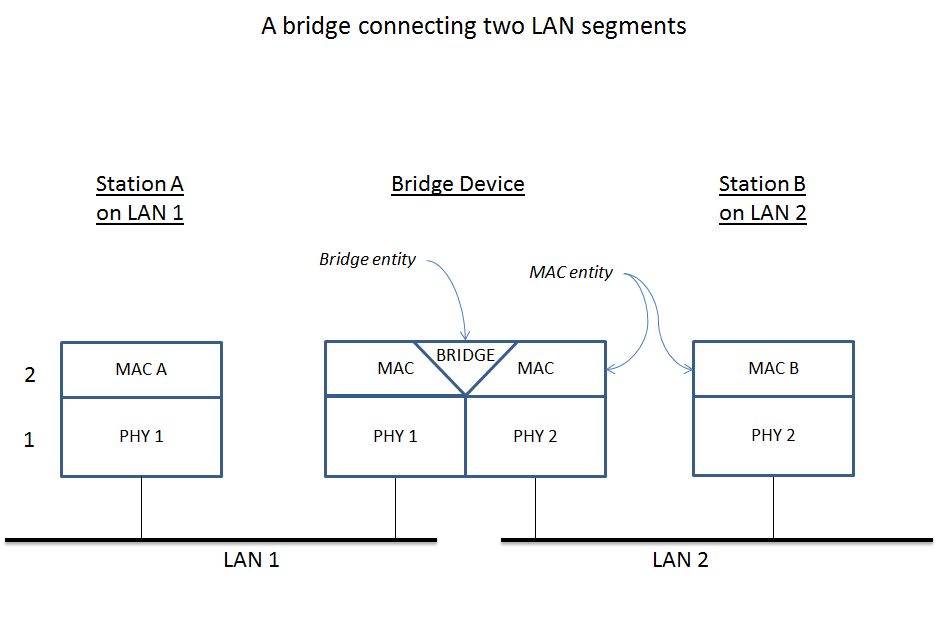
ISO/OSI 계층과 용어를 사용하여 네트워크 브리지를 간략히 나타낸 모습

네트워크 브리지(영어: network bridge, 문화어: 망다리)는 OSI 모델의 데이터 링크 계층에 있는 여러 개의 네트워크 세그먼트를 연결해 준다. 레이어 2 스위치는 브리지라는 용어와 같은 뜻으로 간헐적으로 사용된다. 브리지는 물리 계층에 있는 네트워크 세그먼트를 연결해 주는 장치인 리피터, 네트워크 허브와 비슷하지만 브리지를 사용하면 단순히 주변 네트워크 세그먼트로 다시 전송한다기 보다는 특정 네트워크로부터 오는 트래픽을 관리하게 된다. 이더넷 망에서 "브리지"라는 용어는 공식적으로 IEEE 802.1D 표준을 따르는 장치를 뜻한다.
브리지는 허브나 리피터보다 더 복잡한 경향을 가진다. 브리지는 들어오는 데이터 패킷을 분석하여 브리지가 주어진 패킷을 다른 세그먼트의 네트워크로 전송할 수 있는지를 결정할 수 있다.
브리지 작업이 OSI 모델의 데이터 링크 계층에서 이루어지므로 브리지는 브리지가 수신하는 각 프레임의 데이터로부터 정보를 처리한다. 이더넷 틀에서 이것은 프레임의 출발지와 도착지의 MAC 주소를 제공한다. 브리지는 두 가지 방식을 사용하여 MAC 주소가 가지는 네트워크 세그먼트를 결정한다.
- 투명 브리징(Transparent bridging) - 이 방식은 전송되는 새로운 노드 주소에 따라 이전에 겪은 대로 해당 노드의 경로를 찾아가는 방식이다. 보내는 쪽이 네트워크 브리지가 있는지를 알고 있지 않아도 되는 방식이다.
- 소스 루트 브리징(Source route bridging) - 이 방식에서는 도착 네트워크 세그먼트로 향하는 루트를 찾기 위해 두 개의 프레임 형태가 쓰인다. 개별 노선(Single-Route; SR) 프레임은 대부분의 네트워크 트래픽을 구성하고 도착지를 설정하는 반면 전체 노선(All-Route; AR) 프레임은 루트를 찾는 데 사용된다.

## 같이 보기
- 네트워크 허브
- 리피터
- 라우터
- IEEE 802.1aq (Shortest Path Bridging)

## 참고 문헌
- Kenneth, Hamilton; Clark, Kenedy (1999년 8월 1일). “Cisco LAN Switching”. 《Encyclopedia of Things》. Cisco Press. 2015년 9월 6일에 원본 문서에서 보존된 문서. 2023년 7월 24일에 확인함.